# Apostolic Jerusalem Christ Church in Zion Thesalonica in South Africa
Apostolic Jerusalem Christ Church in Zion Thesalonica in South Africa är ett kristet trossamfund i södra Afrika. Den gren av kyrkan som är verksam i Swaziland tillhör den ekumeniska organisationen League of African Churches.